# Tuure Siira
Tuure Siira (Oulu, Finlandia; 25 de octubre de 1994) es un futbolista finlandés. Su posición es mediocampista y su actual club es el FC Haka de la Veikkausliiga de Finlandia.

## Trayectoria

### FC Haka
El 18 de noviembre de 2022 se hace oficial su llegada al FC Haka firmando un contrato hasta 2024.

## Estadísticas

### Clubes
Actualizado al último partido jugado el 29 de julio de 2022.
| AC Oulu · Finlandia | 2.ª                 | 2011                | 12  | 0 | 6  | 1 | - | - | 18  | 1  | 0.06 |
| AC Oulu · Finlandia | 2.ª                 | 2012                | 22  | 1 | -  | - | - | - | 22  | 1  | 0.05 |
| AC Oulu · Finlandia | 2.ª                 | 2013                | 24  | 0 | -  | - | - | - | 24  | 0  | 0.00 |
| AC Oulu · Finlandia | 2.ª                 | 2014                | 26  | 0 | -  | - | - | - | 26  | 0  | 0.00 |
| AC Oulu · Finlandia | 2.ª                 | 2015                | 24  | 0 | 2  | 0 | - | - | 26  | 0  | 0.00 |
| AC Oulu · Finlandia | Total               | Total               | 108 | 1 | 8  | 1 | 0 | 0 | 116 | 2  | 0.02 |
| FC Ilves Tampere · Finlandia | 1.ª                 |                     |     |   |    |   |   |   |     |    |      |
| FC Ilves Tampere · Finlandia | 1.ª                 | 2016                | 30  | 4 | 5  | 0 | - | - | 35  | 4  | 0.11 |
| FC Ilves Tampere · Finlandia | 1.ª                 | 2017                | 28  | 0 | 6  | 1 | - | - | 34  | 1  | 0.03 |
| FC Ilves Tampere · Finlandia | 1.ª                 | 2018                | 29  | 1 | 5  | 1 | 2 | 0 | 36  | 2  | 0.06 |
| FC Ilves Tampere · Finlandia | 1.ª                 | 2019                | 20  | 0 | 6  | 0 | 1 | 0 | 27  | 0  | 0.00 |
| FC Ilves Tampere · Finlandia | 1.ª                 | 2020                | 21  | 0 | 7  | 0 | - | - | 28  | 0  | 0.00 |
| FC Ilves Tampere · Finlandia | 1.ª                 | 2021                | 22  | 1 | 3  | 0 | - | - | 25  | 1  | 0.00 |
| FC Ilves Tampere · Finlandia | 1.ª                 | 2022                | 22  | 0 | 4  | 0 | - | - | 26  | 0  | 0.00 |
| FC Ilves Tampere · Finlandia | Total               | Total               | 172 | 6 | 36 | 2 | 3 | 0 | 211 | 8  | 0.04 |
| FC Haka · Finlandia | 1.ª                 | 2023                | 0   | 0 | -  | - | - | - | 0   | 0  | 0.00 |
| FC Haka · Finlandia | Total               | Total               | 0   | 0 | 0  | 0 | 0 | 0 | 0   | 0  | 0.00 |
| Total en su carrera | Total en su carrera | Total en su carrera | 280 | 7 | 44 | 3 | 3 | 0 | 327 | 10 | 0.03 |
| (1) Incluye datos de Copa de la Liga de Finlandia y Copa de Finlandia. (2) Incluye datos de Liga de Campeones de la UEFA y Liga Europa de la UEFA. (3) No incluye goles en partidos amistosos. |                     |                     |     |   |    |   |   |   |     |    |      |

## Palmarés

### Campeonatos nacionales
| Título           | Club         | País      | Año  |
| ---------------- | ------------ | --------- | ---- |
| FC Ilves Tampere | HJK Helsinki | Finlandia | 2019 |